# Улица Ломоносова (Санкт-Петербург)
У́лица Ломоно́сова — улица в Центральном районе Санкт-Петербурга. Проходит от набережной канала Грибоедова до улицы Рубинштейна и Загородного проспекта. Далее продолжается Разъезжей улицей.

## История
С 1739 года проезд шёл только от Садовой улицы до реки Фонтанки и именовался Чернышёвым переулком, по фамилии землевладельцев — графов Чернышёвых, сначала — бывшего денщика Петра I, во времена Анны Иоанновны — сенатора, генерал-аншефа Григория Петровича Чернышёва, а затем — его сына графа Ивана Григорьевича Чернышёва. Участок между Екатерининским каналом (ныне канал Грибоедова) и Садовой улицей на планах середины XVIII века именуется Проезжей улицей. В обиходе это название не употреблялось, и с 1776 года проезд назывался Рыночным переулком, поскольку на него выходили кожевенные, мясные и рыбные ряды Морского рынка. В 1787 году появилось ещё одно имя — Банковский переулок, по Ассигнационному государственному банку (ныне — Университет экономики и финансов). Наконец, участок между Фонтанкой и Загородным проспектом с 1739 года официально именовался Куракиным переулком, по фамилии землевладельца графа Александра Борисовича Куракина. Однако в быту употреблялось другое название, известное с 1776 года: Гнеушев или Гневушев переулок — по фамилии купца, открывшего в переулке Гнеушев кабак. Только в 1809 году на всем протяжении от Екатерининского канала до Загородного проспекта установилось единое название — Чернышёв переулок. В 1834 году архитектор Карл Росси создал на пересечении улицы с набережной Фонтанки полукруглую площадь, которая с 1836 года называлась Чернышёвской, а с 1844 — Чернышёвой.
Под этими именами переулок и площадь просуществовали больше столетия, пока в августе 1948 года решением Ленинградского горисполкома их не переименовали в улицу и площадь Ломоносова, в честь Михаила Васильевича Ломоносова. С 8 августа 2019 года участок улицы Ломоносова от канала Грибоедова до Садовой по выходным и праздничным дням является пешеходной зоной.

## Пересечения
- набережная канала Грибоедова
- Думская улица
- Садовая улица
- Воскресенский проезд
- Курятная линия
- площадь Ломоносова
- набережная реки Фонтанки (нечётная сторона)
- река Фонтанка (через мост Ломоносова)
- набережная реки Фонтанки (чётная сторона)
- улица Рубинштейна и Загородный проспект (Пять углов)

## Примечательные здания
- Дом № 1 (Садовая ул., 19 / Грибоедова наб. к., 28) — Новая Банковская линия Малого Гостиного Двора (арх. Гребёнка Н. П., 1845—1850)  7830915001
- Дом № 2 (Думская ул., 9 / Грибоедова наб. к., 26) — Малый Гостиный двор (арх. Кваренги Д., 1790)  781510364490006
- Дом № 3-5 (Апраксин пер., 2 / Садовая ул., 28-30) — Александровская линия Апраксина двора (арх. Корсини И. Д., Бертельс А. А., Волков А. И., 1863, 1875—1879)
- Дом № 5 (Торговый переулок, 2а) — здание гимназии им. наследника цесаревича Алексея Николаевича (арх. Бернардацци А. А., 1914—1916).
- Дом № 4 — служебный флигель Воронцовского дворца (арх. Растрелли Ф. Б., 1749—1757)
- Дом № 7 (Фонтанки наб., 68) — доходный дом Я. В. Змеева (арх. Яков Змеев, 1896; перестроен в 2000-е годы)
- Дом № 8-10 — жилой флигель и службы Пажеского корпуса (арх. Кавос А. К., 1832—1834)

- Дом № 9 — Здание Коммерческого училища (арх. Макаров М. А., 1869—1871)  7830914001
- Дом № 9а — здание Санкт-Петербургского университета низкотемпературных и пищевых технологий
- Дом № 11а — доходный дом при Коммерческом училище (ныне здание Санкт-Петербургского университета педагогического мастерства) (арх. Богданов Н. И., 1913—1915)  7832034002
- Дом № 12 (Фонтанки наб., 66) — доходный дом М. П. Кудрявцевой (арх. Ланге А. И., 1871—1872)
- Дом № 11 и 13 — доходные дома Коммерческого училища; угловое здание — старое здание училища, частично было также занято Мариинской женской гимназией, соседнее здание было построено в 1913—1915 годах. Выявленные памятники архитектуры.
- Дом № 14 — доходный дом Г. Г. Елисеева (арх. Барановский Г. В., 1891—1892)  7830916000
- Дом № 16 — доходный дом М. П. Кудрявцевой (арх. Штром И. В., 1874)  781610565900005
- Дом № 18 — доходный дом И. С. Крючкова (арх. Хренов А. С., 1894)[3];  781711299510005
- Дом № 20 — доходный дом (арх. Макаров М. А., 1873—1874). В доме жил поэт и переводчик Б. К. Лившиц.
- Дом № 22 — доходный дом (арх. Бушман Э. И., 1899)
- Дом № 24 — доходный дом (арх. Пель А. Х., 1864)
- Дом № 28 (Рубинштейна ул., 29х) — доходный дом (арх. Кохендерфер К. К., 1904—1905)